# Alcipe rogenca
L'alcipe rogenca (Alcippe poioicephala) és un ocell de la família dels alcipeids (Alcippeidae) que habita boscos, bambús i zones amb matolls de les de les terres baixes l'Índia, Bangladesh, Myanmar, Tailàndia, sud de la Xina, Indoxina i la Península Malaia.